# Pałac Sponza
Pałac Sponza (chorw. Palača Sponza), zwany Divona – XVI-wieczny pałac położony w Dubrowniku, na terenie żupanii Dubrovnik-Neretwa. Zlokalizowany jest w północnej części placu Luža, tuż przy wieży zegarowej. Obecnie znajduje się w nim Miejskie Archiwum, a historycznie mieściły się w nim urzędy i instytucje, takie jak izba celna, bank, akademia, mennica, Urząd miar i wag oraz zbrojownia. Stanowi jeden z głównych zabytków miasta oraz centrum wydarzeń kulturalnych. Odgrywa ważną rolę podczas otwarcia Letniego Festiwalu w Dubrowniku.

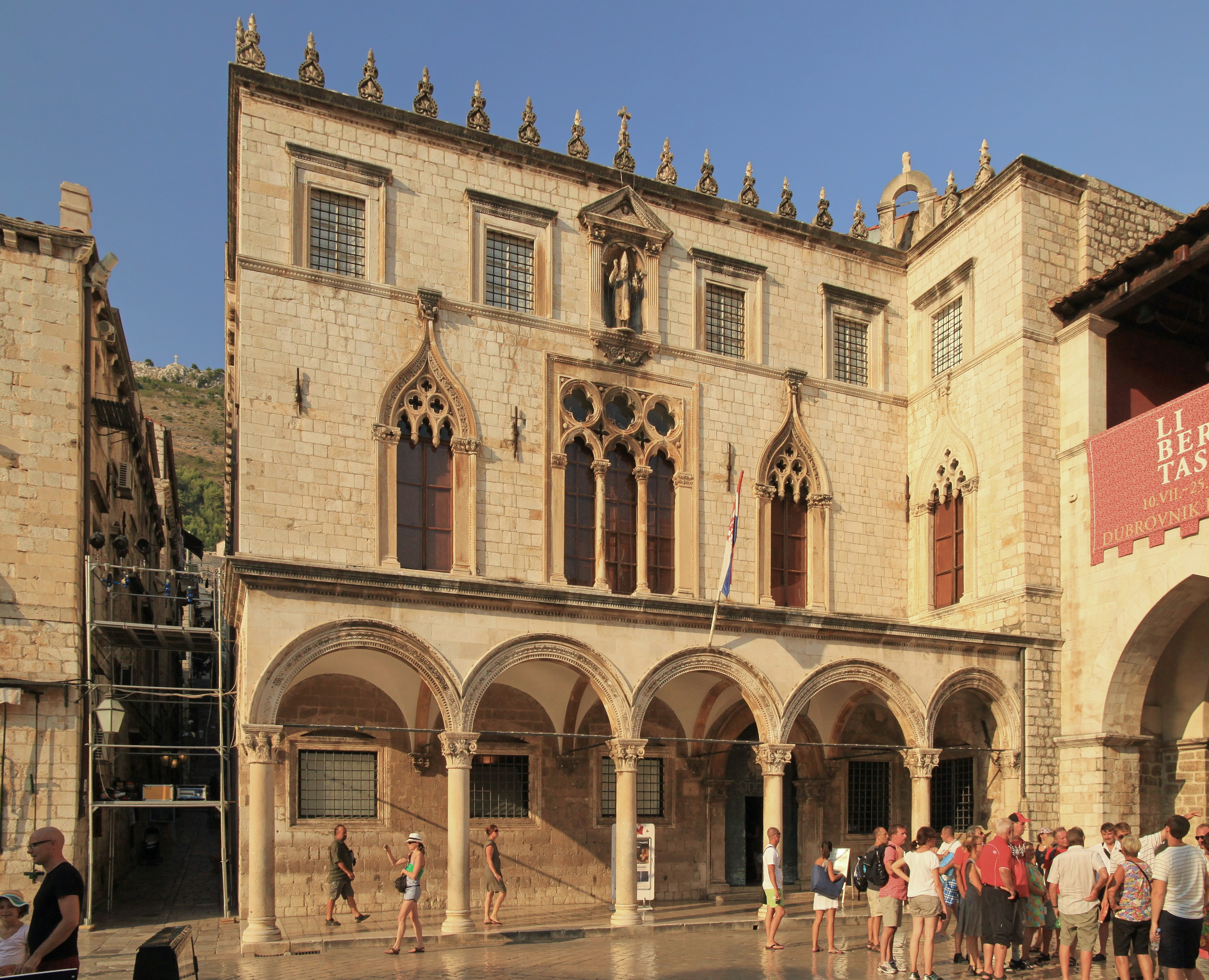
Elewacja południowa pałacu Sponza

## Historia i architektura
Nazwa pałacu pochodzi od łacińskiego słowa „spongia” co znaczy „gąbka”, stąd przypuszczenia, że początkowo było to miejsce miejsca gromadzenia wody deszczowej. Zaprojektowało go trzech lokalnych architektów: Paskoje Miličević i bracia Andrijić z Korčuli. Pod względem architektonicznym pałac łączy w sobie dwa style – gotycki i renesansowy. Zbudowany na planie prostokąta, z wewnętrznym atrium, wyróżnia się przepięknymi zdobieniami okiennych framug oraz oryginalną kolumnadą wewnętrznego dziedzińca. Z zewnątrz charakteryzuje go zdobiona loggia oraz rzeźby wykonane przez braci Andrijić z Korčuli. Na szczególną uwagę zasługuje relief przedstawiający Jezusa z aniołami wykonany przez Beltranda Gallicus’a, francuskiego rzeźbiarza przez co wykazuje on charakterystyczne cechy francuskiego renesansu. Umieszczony na łuku napis „Fallere nostra vetant et falli pondera. Meque pondero cum merces ponderat ipse deus” co w wolnym tłumaczeniu znaczy „Wagi, których używamy do ważenia twoich towarów są tymi samymi, którymi Bóg mierzy nas” świadczy o funkcji budynku jako hali targowej. Pałac jako jeden z nielicznych przetrwał trzęsienie ziemi w 1667 roku. Dzięki temu do dziś można go oglądać w istotnie niezmienionym stanie.

## Znaczenie historyczne
Początkowo pomieszczenia zlokalizowane na parterze budynku służyły jako magazyn, zaś na górze odbywała się działalność kulturalno-naukowa. Odbywały się tam spotkania literackie i naukowe. Drugie piętro pałacu zajmowała mennica państwowa, gdzie wybijano monety Dubrownika (parperae, grossi i dukaty). Szczególną rolę pałac pełnił po zniszczeniu Dubrownika przez trzęsienie ziemi w roku 1667, kiedy to umożliwił władzom Republiki Ragusy na dalsze działanie i odbudowę miasta. Po II wojnie światowej budynek został przemianowany na Muzeum Rewolucji Socjalistycznej, a następnie po wojnie bałkańskiej ponownie zmieniono jego charakter. Współcześnie parter budynku zajmuje Izba Pamięci Obrońców Dubrownika, gdzie znajdują się pamiątki i zdjęcia osób, które zginęły podczas oblężenia w latach 1991–1992. W pozostałej części budynku mieści się Miejskie Archiwum Dubrownika. Przechowywane są w nim dokumenty od XIII wieku do roku 1808, kiedy to na mocy Marszałka Marmonts’a rozwiązana została Republika Ragusy. Najwcześniejszy rękopis pochodzi z 1022 roku. Znajduje się tam ponad 7000 tomów manuskryptów oraz 100.000 pojedynczych dokumentów, co czyni archiwum jednym z najbardziej kompletnych na świecie. Poza funkcją publiczną pałac jest miejscem gdzie odbywają się ceremonie ślubne i uroczyste obiady z okazji miejskich świąt.

## Letni Festiwal w Dubrowniku
Podczas otwarcia corocznego Letniego Festiwalu w Dubrowniku Pałac Sponza odgrywa specjalną rolę. To tu ma miejsce ceremonia rozpoczęcia festiwalu. Aktorzy przebrani za przedstawicieli dubrownickiej arystokracji pod przewodnictwem rektora witają przybywających na festiwal, udzielają im pozwolenia na wjazd do miasta i wręczają do niego symboliczne klucze. Dzieje się to przy akompaniamencie „Hymnu do wolności” odśpiewywanego na placu przed pałacem przez mieszkańców miasta, jak i turystów. Przez cały okres festiwalu pałac jest miejscem licznych koncertów muzycznych, przedstawień i widowisk.